# RATP
RATP (фр. Régie Autonome des Transports Parisiens, Автономний Оператор Паризького Транспорту) — державна структура, що здійснює управління громадським транспортом Парижа і його передмість. RATP обслуговує всі лінії паризького метро, вісім з десяти ліній паризького трамваю (лінії Т4 і Т11 управляються SNCF), частину ліній рейсових автобусів Іль-де-Франс і частину ліній A і B RER.
RATP була створена 1 січня 1949 року, замінивши собою Компанію залізниць метрополітену Парижа (CMP) та Товариство громадського транспорту паризького регіону (STCRP), для управління всіма видами наземного і підземного громадського транспорту Парижа і його передмість.
З 2000 року, RATP вийшла на міжнародний рівень в оперуванні транспортних мереж та транспортної інженерії і займає шосте місце у сфері громадського транспорту.